# Ебуліоскопія

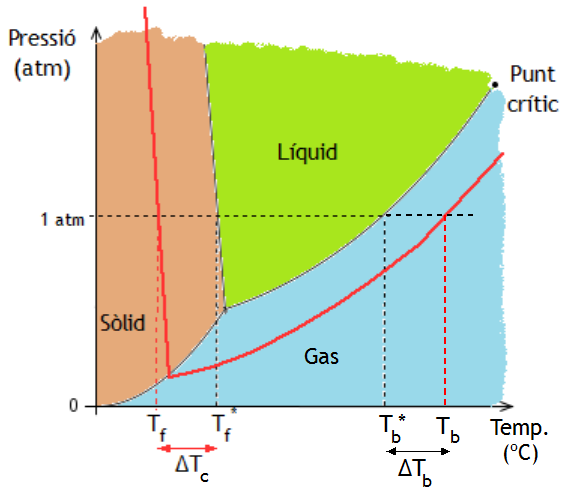
Фазова діаграма води

Ебу́ліоскопі́я (рос. эбулиоскопия, англ. ebullioscopy) — метод дослідження рідких розчинів нелетких сполук, що базується на вимірюванні різниці температур кипіння чистого розчинника та розчину. Використовується для визначення молекулярної маси, ступеня чистоти субстанції при дослідженнях фазової рівноваги рідина — пара.